# Kotekallur, Srinivaspur
Kotekallur là một làng thuộc tehsil Srinivaspur, huyện Kolar, bang Karnataka, Ấn Độ.